# Phineas Priesthood
O Phineas Priesthood ou Phineas Priests (também escrito Phinehas) é um movimento da Christian Identity que se opõe a relações inter-raciais, a mistura de raças, a homossexualidade e a aborto. Além disso, é marcado pelo seu antissemitismo, antimulticulturalismo e oposição à tributação. Não é considerado uma organização porque não é liderado por um órgão, não há reuniões e não há nenhum processo de adesão. Uma pessoa se torna um Phineas Priesthood simplesmente adotando as crenças do grupo e agindo conforme estas. Os membros do Priesthood são frequentemente chamados de terroristas porque, dentre outras coisas, planejam explodir edifícios do FBI, realizar atentados a clínicas de aborto e assaltar bancos. 